# Alrekstad

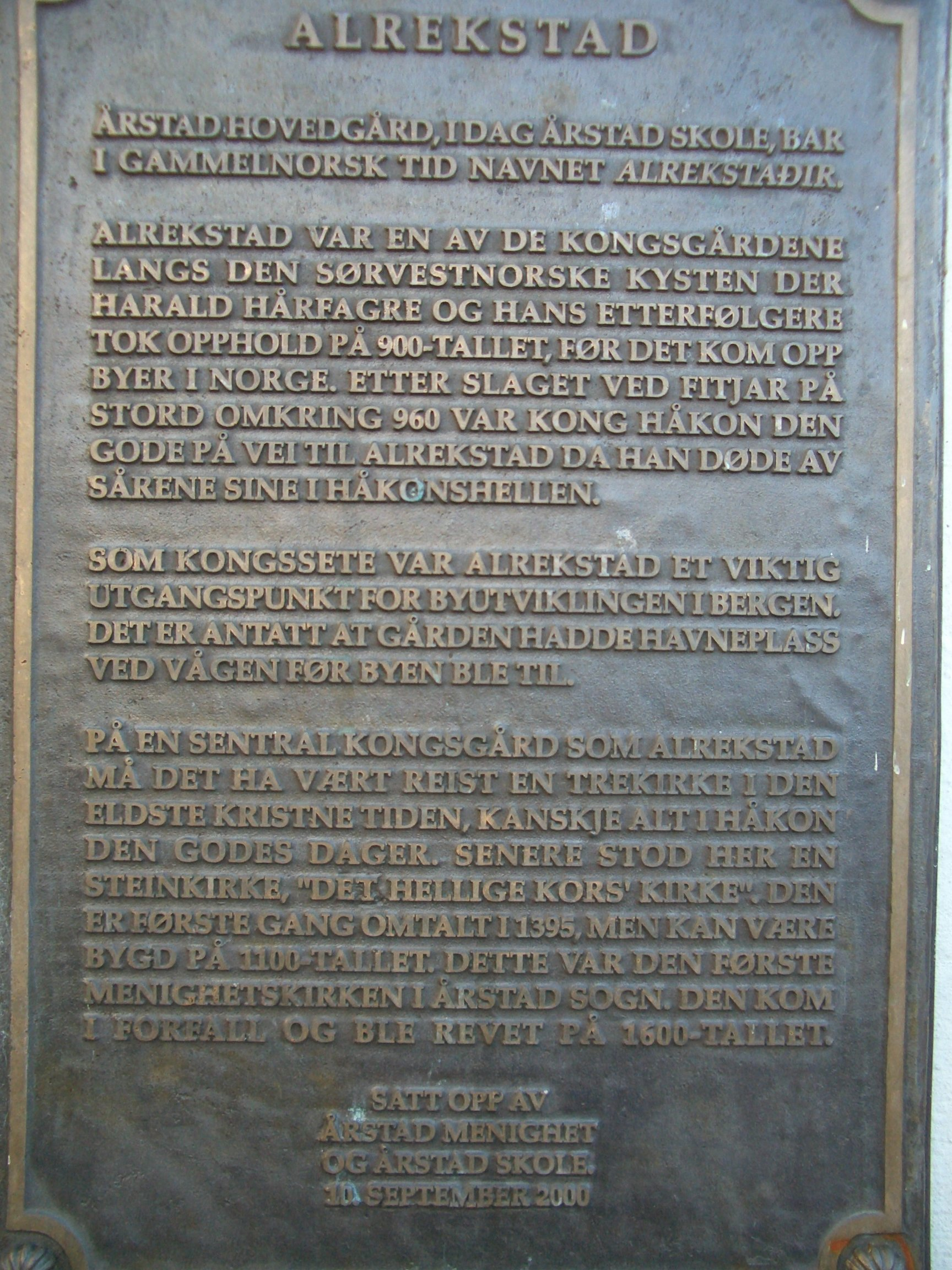
Gedenkplaat voor Alrekstad

Alrekstad of Ålrekstad (Oudnoords: Alrekstaðir of Alreksstaðir) was een hof van de Noorse koningen in de vroege middeleeuwen. Deze koningszetel aan de Noorse westkust lag in wat nu de stad Bergen is.
Alrekstad was mogelijk vernoemd naar Alrek (Oudnoords: Alekr), een plaatselijke heerser die in de 5e eeuw over het gebied regeerde. Het Norsk Stadnamnleksikon ("Noors plaatsnaamlexicon") geeft echter een andere oorsprong: de naam zou zijn afgeleid van de naam van de naastgelegen berg Ulriken.
De Noorse schrijver Gunnar Staalesen schreef een toneelstuk over Alrekstad, Tusen år er som i går ("Duizend jaar zoals gisteren") dat op 10 juni 2005 in première ging op de lagere school Alrekstad skole. Bij de ingang van deze school werd op 10 september 2000 een gedenkplaat onthuld.
Årstad is een moderne schrijfwijze van Alrekstad. Het Bergense stadsdeel Årstad is vernoemd naar Alrekstad, hoewel het stadsdeel niet de plek van het toenmalige hof omvat.

## Beschrijving
Het gebouwencomplex stond op de plek waar nu de lagere school Alrekstad skole staat. Het bevond zich op een strategische, makkelijk verdedigbare plek aan de voet van de berg Ulriken, tussen de meren Store Lunggårdsvann (destijds Alrekstadvågen genoemd) en Svartediket (destijds Alrekstadvannet). De weg van Alrekstad naar Alrekstadvågen was de eerste weg van Bergen.
Het complex omvatte een houten kerk, later vervangen door een stenen kerk die de Hellige Korskirke (heilige kruiskerk) genoemd werd. Deze kerk werd voor het eerst in 1395 genoemd, maar werd mogelijk al in de 12e eeuw gebouwd. De kerk werd in de 17e eeuw afgebroken.

## Geschiedenis
Koning Harald Hårfagre, de eerste koning die over geheel Noorwegen heerste, maakte Alrekstad in de 10e eeuw tot koninklijke zetel. Alrekstad wordt meerdere keren genoemd in de koningssaga's die zijn neergeschreven in de Heimskringla. Volgens de saga van Haakon de Goede bijvoorbeeld vluchtte de dodelijk gewonde koning Haakon na zijn nederlaag in de Slag bij Fitjar in 961 naar Alrekstad, maar kwam niet verder dan Håkonshella (Oudnoords: Hákonarhella).
Koning Olav Kyrre regeerde 26 jaar over Noorwegen vanuit Alrekstad. In 1070 zou hij het centrum van zijn koninkrijk van Alrekstad naar het gebied rond de twee kilometer verderop gelegen baai Vågen hebben verplaatst, waarmee hij de stad Bergen stichtte.
In 1277 liet koning Magnus VI in zijn testament opnemen dat Alrekstad na zijn dood eigendom zou worden van het Nonneseterklooster. In 1528 werd Alrekstad eigendom van de edelman Vincens Lunge, die de gebouwen liet vervallen. In de 18e eeuw deed Alrek dienst als exercitieplaats. In 1898 werd het gebied opgekocht door de gemeente Bergen.
In verband met geplande nieuwbouw voor het staatsarchief werd in de zomer van 2007 archeologisch onderzoek in het gebied uitgevoerd. Hierbij werden sporen van haarden, huizen en akkers gevonden. Het onderzoek duidde erop dat hier al in het jaar 200 bewoning was. Er is echter geen enkel bewijs gevonden dat de archeologische vondsten verband hebben met Alrekstad.